# Bramka ołtarzowa

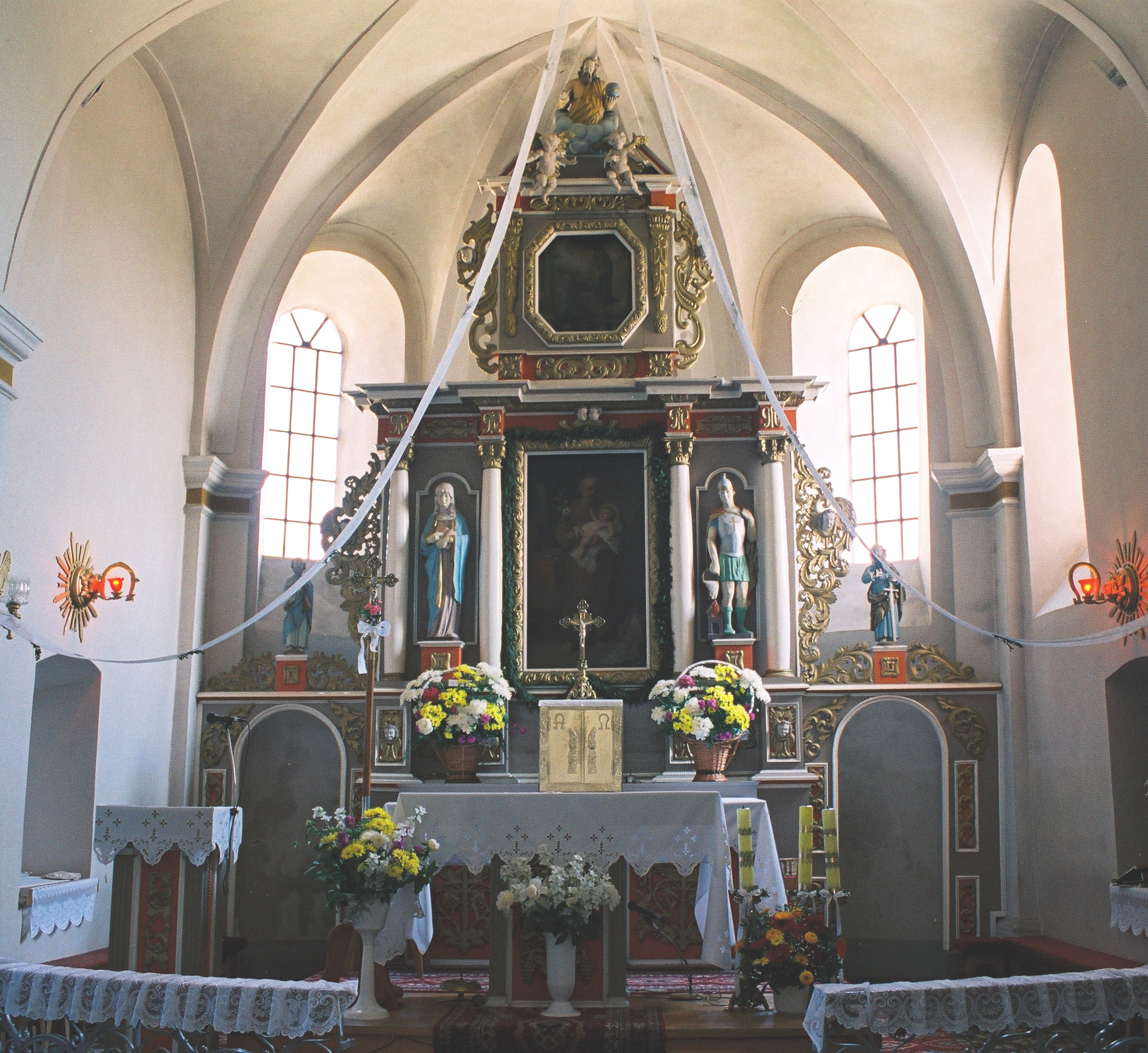
Ołtarz z bramkami ołtarzowymi (kościół w Sadowie)

Bramka ołtarzowa – otwór przejściowy umieszczony w ołtarzu zajmującym całą szerokość prezbiterium. Zazwyczaj występują symetrycznie usytuowane dwa otwory, czasem zamykane drzwiami lub kratą. Popularne od baroku.